# Galen Rathbun
Galen B. Rathbun (1944-13 d'abril del 2019) fou un biòleg estatunidenc, cèlebre per ser el codescobridor de la nova espècie de musaranya elefant Rhynchocyon udzungwensis.
El 1964, Rathbun rebé un Grau d'Associat en zoologia del College of San Mateo, a San Mateo (Califòrnia). Rebé el seu Bachelor of Arts de la Universitat Estatal Humboldt (Califòrnia) el 1968. Després de rebre el seu Ph.D. en zoologia de la Universitat de Nairobi a Kenya el 1976, completà una investigació al Smithsonian National Zoological Park. Els seus interessos en investigació inclouen l'ecologia comportamental dels vertebrats, la biologia de la conservació d'espècies en declivi, i l'aplicació de tècniques de camp innovadores. La majoria de la seva carrera fou com a investigador biòleg federal, estudiant manatís de Florida i llúdries marines a Califòrnia. Rathbun és actualment investigador i membre honorífic del Departament d'Ornitologia i Mastologia de l'Acadèmia de les Ciències de Califòrnia, i és científic emèrit del U.S. Geological Survey. Les seves investigacions recents inclouen un estudi del mode de vida bàsic de Rana draytonii i tortugues d'aigua del pacífic; l'impacte del pasturatge de bestiar boví en una comunitat de petits mamífers a la Vall de San Joaquín; i l'evolució de la monogàmia en les musaranyes elefant i els Petromus typicus a Namíbia. Com a membre fundador de l'Afrotheria Specialist Group de la Unió Internacional per a la Conservació de la Natura (UICN), Galen romangué actiu en la biologia de la conservació. Fou l'autor de més de 100 publicacions tècniques.